# Tripylaster
Tripylaster is een geslacht van zee-egels uit de familie Schizasteridae.

## Soorten
- Tripylaster philippii (Gray, 1851)